# Нагрів провідників
Нагрів провідників — підвищення температури провідникових матеріалів під час проходження по них електричного струму.
Провідники будь-якого призначення мають задовольняти вимогам щодо гранично допустимого нагріву з урахуванням не тільки нормальних, а й післяаварійних режимів, а також режимів у період ремонту і можливих нерівномірностей розподілу струмів між лініями, секціями шин тощо.
Згідно ПУЕ температура голих (неізольованих) провідників не повинна перевищувати +70 ºС, температура провідників із гумовою, наірітовою, полівінілхлоридною ізоляцією — +65 ºС, з паперовою ізоляцією — +80 ºС при температурі навколишнього середовища +25 ºС. При двократному і більшому перевантаженні кабельних виробів можливе займання їх ізоляційних матеріалів. За невеликих перевантажень займання ізоляції не спостерігається, але відбувається швидке її теплове старіння.